# Massicus philippensis
Massicus philippensis là một loài bọ cánh cứng trong họ Cerambycidae.